# ペグマタイト
ペグマタイト（英: pegmatite）は、大きな結晶からなる火成岩の一種。花崗岩質のものが多いため巨晶花崗岩（きょしょうかこうがん）あるいは鬼御影（おにみかげ）と呼ばれることもあるが、閃緑岩質や斑れい岩質のものもある。岩脈などの小岩体として産出する。
マグマが固結する際にはマグマ内の晶出しやすい成分から析出が進み、マグマ自体の成分の分離が進んでいく（結晶分化作用）。このとき温度低下の鈍化や融点の上昇などの条件を満たすと、析出成分は大きな結晶に成長することがあり、またその結晶成分の純度が高くなる。こうした結晶群を多く含む鉱床をペグマタイト鉱床（英: pegmatite deposit）という。目的の成分を高純度で採取できるため、多くが鉱床として利用される。
温度や圧力の低下によって、鉱床内に液体・気体の空洞が生じることがある。成分が分化したこの空洞内にも新たな結晶が生じ、純度が特に高いものは宝石として利用されたり鉱物標本として採取されたりする。空洞を作る鉱物が周囲の岩石の成分と同じものを晶洞（英: druse）、異なるものを異質晶洞（英: geode）と呼ぶことがある。水晶やアメジストなどの標本に見られるのはこのようなタイプで、ペグマタイト鉱床では特にこうした結晶を得られやすいものが多い。

## 日本国内のおもなペグマタイト
著名なもの、特徴的なものを挙げる。小規模なペグマタイト岩体自体は各地の花崗岩体内及びその周辺に普通に分布している。
- 福島県石川町および水晶山一帯 : 日本三大ペグマタイト。珪石鉱床。太平洋戦争末期、原子爆弾製造のためにウランを含むサマルスキー石や、その他稀元素鉱物の採掘が行われた[3]。
- 福島県郡山市 鹿島大神宮 : 神体が岩体そのものであり、国の天然記念物に指定されている（「鹿島神社のペグマタイト岩脈」、1966年指定）。
- 新潟県金丸鉱山 : 珪石鉱山として採掘中の鉱床。
- 岐阜県苗木地方及び長野県木曽田立 : 日本三大ペグマタイト。錫および希元素鉱物の漂砂鉱床。
- 滋賀県田上山 : 日本三大ペグマタイト。明治期にトパーズを大量に欧米へ輸出。
- 福岡県長垂 : 国の天然記念物に指定されているリチウムペグマタイト（「長垂の含紅雲母ペグマタイト岩脈」、1934年指定）。

## ペグマタイト鉱物
ペグマタイトに含まれる鉱物をペグマタイト鉱物（英: pegmatitic mineral）という。
鉱物種としては主要な造岩鉱物である石英、長石、雲母の類のほか、特徴的なものとして蛍石、トパズ、緑柱石、電気石、柘榴石などがある。また、結晶分化作用において最後まで残された成分および元素が濃集しているため、放射性元素や希土類を含む、燐灰ウラン石、モナズ石、コルンブ石、リチア電気石等の珍しい希元素鉱物を産する。
また、放射性元素の影響により、本来無色透明な石英（水晶）は呈色によって煙水晶や黒水晶、紅石英となり、長石は肉色～桃色となっていることも珍しくない。

## ペグマタイト鉱床
ペグマタイト鉱床で採掘の対象となりうるものとしては、石英、長石、雲母類、希元素鉱物、鉱物結晶自体（宝石）等がある。
日本国内においては主に陶器材料の長石・ガラス材料の石英を目的に採掘された。これは江戸時代～戦後まで盛んに開発されたものの、現在では輸入品に押され採掘している鉱床は少ない。希元素鉱物を目的とした鉱床は戦時中～戦後盛んに探鉱されたものの、その後現在に至る情勢下では規模及び質的な問題で有望な鉱床は発見されていない（国内で採掘されているウラン鉱床には鳥取県人形峠鉱山があるが、これは花崗岩体近くの堆積岩中に産する二次的な鉱床である）。